# Fidesco
Fidesco este un lanț de supermagazine din Republica Moldova. Înființat în anul 1992, este primul lanț de supermagazine din Moldova și are capital 100% privat. În mai 2020, rețeaua Fidesco cuprindea 33 de magazine în Chișinău, Bălți, Ialoveni, Orhei, Călărași, Căușeni, Comrat, Ceadîr-Lunga, Tvardița și Anenii Noi.
Compania este administrată de Galina Falo și a fost înființată de Grigore Aizin, Mihail Aizin, Igor Chinah, Vasilii Rîbacov și Oleg Tarasov.